# Klaus Wabra
Klaus Wabra (* 22. April 1965 in Nürnberg) ist ein ehemaliger deutscher Fußballspieler.
Klaus Wabra gehörte in der Saison 1981/82 erstmals zum Kader des 1. FC Nürnberg. In der Saison 1983/84 war er wieder in Nürnberg und spielte für die Amateure in der Bayernliga. Sein einziger Einsatz in der 1. Bundesliga datiert vom 5. November 1983, als er in der 65. Minute beim Stand von 0:3 beim Auswärtsspiel gegen den VfB Stuttgart eingewechselt wurde und vier weitere Gegentreffer erlebte, die zur höchsten Bundesliganiederlage des 1. FC Nürnberg führten.
Wabra spielte danach weiterhin für die zweite Mannschaft des Club, wechselte jedoch während der Saison 1986/87 zum Bayernligakonkurrenten TSV 1860 München, dessen erste Mannschaft in dieser Zeit drittklassig war. Für die Löwen absolviert er 43 Spiele in der Bayernliga, ehe er nach der Saison 1988/89 in die Reservemannschaft wechselte. Später lief er auch für den SV Unterreichenbach auf.
Klaus Wabra ist der Sohn des ehemaligen Club-Torhüters Roland Wabra, der 1961 und 1968 mit dem 1. FC Nürnberg deutscher Meister sowie 1962 Pokalsieger wurde. Sein älterer Bruder Rudolf war ebenfalls beim FCN aktiv.